# Privatnost alata za pretraživanje
Privatnost alata za pretraživanje predstavlja deo oblasti privatnost na internetu, a koji se specijalno bavi načinom funkcionisanja ovih alata, u smislu količine i vrste podataka koje prikupljaju, dostupnosti tih podataka kompanijama i državama, kao i uslova korišćenja samih alata, i njihovom doslednošću sa zakonima. Pod ovim pojmom prvenstveno se misli na privatnost veb pretraživača kao što su Google, Yahoo, Bing, DuckDuckGo... 

## Veb Pretraživači
Veb pretraživači su alati koji služe za pretraživanje veba - najznačajnijeg internet servisa koji je sačinjen od sistema medjusobno povezanih veb strana koje se čuvaju u specijalizovanim bazama podataka u okviru veb servera. S obzirom na količinu podataka koja se trenutno nalazi na vebu - preko 1200 petabajta samo u bazama Google-a, Amazon-a, Microsoft-a i Facebook-a , jasno je da veb pretraživači predstavljaju jednu od najvažnijih komponenti veba. 

## Podaci koje prikupljaju veb pretraživači
Prilikom pretraživanja veba, u zavisnosti od pretraživača, prikupljaju se različite informacije o korisnicima. One su uglavnom naznačene prilikom instaliranja odgovarajućeg pregladača, u odeljku privatnost i uslovi korišćenja (en. privacy and terms of agreetment).
Tehnike prikupljanja podataka od korisnika zasnivaju se na korišćenju kolačića (en.cookies). Kolačići su niske karaktera u kojima se čuvaju informacije o korisnicima, a koje kasnije mogu izvući pregledači. Slični kolačićima su piksel tagovi (en. pixel tags) koji prate određenu aktivnost korisnika (npr. da li je otvorio neku email poruku).                                                  
Ove informacije se čuvaju u bazama podataka ogromnih kapaciteta - procenjuje se da se samo Google čuva preko 15 eksabajta informacija o korisnicima. 

### 
je trenutno najveći svetski veb pretraživač sa udelom od 92,07 procenata tržišta. 
Informacije koje Google prikuplja su: 
1. Informacije o korisniku:
  - lični podaci (ime, prezime,  adresa, broj telefona...)
2. Informacije prikupljene u toku korišćenja Google servisa:
  - informacije o uređajima, aplikacijama i pregledačima sa kojih pristupamo Google servisima
  - jedinstveni identifikatori (uređaja, aplikacija i pregledača)
  - IP adresa
  - vreme pristupa i URL poslednje posećene stranice
  - informacije o korisnicima  mobilnih telefona (ime vlasnika telefona, njegov broj, instalirane aplikacije na uređaju, a ukoliko uključimo opciju korišćenje i dijagnostika (en. usage and diagnostic) - nivo baterije, frekvenciju korišćenja aplikacija, kvalitet i dužinu trajanja internet konekcije)
3. Informacije o aktivnosti korisnika:
  - pretraživani pojmovi
  - pregledane slike i video zapisi
  - glas i audio informacije (ukoliko uključimo glasovnu pretragu ili Google asistenta)
  - kupovina na internetu
  - ljudi sa kojima smo u kontaktu (preko email-a, društvenih mreža...)
  - aktivnosti na veb sajtovima koji koriste Google usluge
  - interakcija sa oglasima (en. ads) - da li je oglas bio viđen od strane korisnika (npr. da li smo mišem prešli preko njega, što faktički znači da Google pamti i pokrete našeg miša)
4. Informacije o lokaciji korisnika:
  - GPS
  - informacije o brzini korisnika - akcelerometar
  - informacije o pravcu kretanja korisnika - žiroskop
  - IP adresa
  - mesta koja smo posećivali ili pretraživali
  - informacije o uređajima u našoj okolini (npr. uređaji na kojima je uključen [[]])
5. Ostale informacije:
  - informacije o korisnicima iz javnih izvora (npr. ako se naše ime nađe u novinama, Google će indeksirati taj članak, i on će se pojaviti prilikom pretrage našeg imena u pretraživaču)
  - informacije o korisnicima od strane oglašivača
  - informacije o korisnicima od strane kompanija za zaštitu bebednosti korisnika (npr. prilikom oporavka naloga)

## Svest ljudi o privatnosti veb pretraživača
Relativno mali procenat ljudi je svestan problema u vezi sa privatnošću veb pretraživača. Prema istraživanju koje je sprovela Britanska marketinška agencija Reboot Digital, u kom je 1690 korisnika interneta ispitivano o tome da li znaju da se određene informacije o korisnicima sakupljaju, rezultati su bili sledeći: 
- 64% korisnika nije znalo da se prikupljaju jedinstveni identifikatori
- 54% da se prikuplja njihova godina rođenja
- 53% za prikupljanje IP adrese
- 39% za prikupljanje pola osobe
- 32% za prikupljanje lokacije
- 31% za prikupljanje podataka o istoriji kupovine na internetu
- 53% njih su ignorisali veb kolačiće

## Problemi sa privatnošću
Veb pretraživači čuvaju pretraživane pojmove korisnika, zajedno sa IP adresom i jedinstvenim identifikatorom, što znači da ih na zahtev vlade mogu njima dostaviti (npr. lista pojmova koje je neki korisnik pretraživao, ili lista ljudi koji su pretražili određeni pojam). 

### kolačići
Još gora je pojava tzv. third party kolačića, koji funkcionišu na sledećem principu: Google targetira određenu grupu ljudi (npr. trudnice sa Facebook nalogom, ili muškarci starosti 18 do 35 godina koji su pratili Superboul (en. Super Bowl)). Njima se šalje reklama sajta za koji se veruje da će ih zanimati,  a kome mogu direktno pristupiti. Kada uđu na taj veb sajt, oni će ostaviti neke od podataka u kolačićima, ali će sajtovi takođe indirektno saznati i da ste trudnica sa Facebook nalogom, ili muškarac starosti 18 do 35 godina koji je pratio Superboul. Ovime su privatni podaci dospeli do veb sajta, a da nijedan zakon nije prekršen. 

## Načini zaštite privatnosti

### 
(en. ) jedan od servisa koji nam pruža mogućnost privatne komunikacije internetu. To se postiže sakrivanjem IP adrese i ostalih informacija o korisniku. Pristup internetu se ne vrši preko interner provajdera, već će kao izvor naše konekcije biće prikazan jedan od VPN-ovih proksi servera. Putovanje podataka kroz mrežu vrši se specijalnim tunelima, čiji se početak i kraj nalaze u okviru VPN-a. Podacima se dodaje enkripcija, tako da oni ne mogu biti pročitani bez ključa za dešifrovanje (prilikom putovanja kroz javnu mrežu). Ovime se postiže da, na primer, možemo da pristupamo sadržaju koji je dostupan samo za određene države - na primer možemo gledati seriju dostupnu samo za SAD i Kanadu, ili pristupiti cenzurisanom sadržaju u autoritativnim državama poput Kine. Mane VPN-a su sporija pretraga, kao i nemogućnost zaštite od kolačića. 
U zadnje vreme sve popularniji su privatni veb pretraživači, kao i privatne ekstenzije popularnih veb pregledača. Ovakvi pretraživači ne čuvaju i ne dele bar neki deo korisničkih informacija. Najpopularniji veb pretraživač ovog tipa je DuckDuckGo. Prema njihovoj politici privatnosti, oni ne prikupljaju niti dele nikakve korisničke informacije. Takođe, neprikupljanjem kolačića, izbegava se i targetiranje oglasima korisnika. Ipak, iako je DuckDuckGo u mogućnosti da sakrije tačne pojmove pretrage od veb sajtova, veb sajtovi i dalje imaju sposobnost da utvrde da ste ih vi posetili. Da bismo i to izbegli, potrebno je korišćenje moćnijeg oružja, poput . 
Tor (en. The Onion Router) je slobodan servis za pružanje privatne komunikacije na internetu. Za razliku od VPN-a, koji je centralizovan sistem i čija se privatnost zasniva na poverenju VPN provajdera, Tor je decentralizovan sistem na čijem održavanju rade na hiljade volontera širom sveta.  Podaci prolaze kroz tri sloja enkripcije, i putuju preko Tor-ovih servera, čime se postiže potpuna sigurnost. Jedino što se može saznati o korisniku je da koristi Tor. Ipak, i to je ponekad dovoljno da podigne sumnju, jer se korišćenje Tora često vezuje za upotrebu , i izvršavanje raznih kriminalnih aktivnosti.  Neki od istorijskih događaja koji su se u mnogome desili zbog postojanja Tor-a su Arapsko proleće 2010. godine, kao i masovno curenje dokumenata iz CIA za koje je odgovoran Edvard Snouden (en. Edward Joseph Snowden). 

### Ostali metodi zaštite
Jedna od ostalih metoda zaštite je blokiranje kolačića u veb pretraživaču. Posebno efikasna metoda je blokiranje  kolačića, čime se postiže zaštita od praćenja sa strane. Još ekstremnija metoda je blokiranje  kolačića, koja ipak ima svoje mane, jer većina veb sajtova fukcioniše zahvaljujući kolačićima, tako da neće biti omogućeno njihovo normalno korišćenje.
Dobra praksa je i brisanje kolačića posle određenog vremena, ili čak posle jedne internet sesije. Na ovaj način se bar malo otežava praćenje i targetiranje korisnika. 